# Club Africain (Handball)
Club Africain Handball ist die Handballabteilung des hauptstädtischen Omnisportvereins Club Africain (arabisch النادي الإفريقي, DMG an-Nādī al-Ifrīqī) aus Tunesien. Die Abteilung wurde am 4. Oktober 1956 gegründet, dem 36. Vereinsjubiläum. Damit war der Klub der erste Fußballverein des Landes, der auch eine Abteilung im Handball aufgestellt hat.
Die Männerabteilung ist hinter Espérance Sportive de Tunis der zweiterfolgreichste Verein in Tunesien. Das Aufeinandertreffen dieser beiden Mannschaften, bekannt als das Tunis Stadtderby, gilt als das bedeutendste und prestigeträchtigste Spiel im tunesischen Handball und ist ein Höhepunkt der Meisterschaftssaison.
Das Derby ist für Spannung bekannt. So errang Club Africain in der Saison 2021/22 den 13. Meistertitel in einem denkwürdigen Spiel gegen den ewigen Rivalen Espérance Sportive de Tunis, das mit einem knappen 33:32 endete. Der entscheidende Treffer, fiel fünf Sekunden vor dem Abpfiff.
Die Mannschaft nahm 2015
erstmals an der Weltmeisterschaft für Vereine teil. Das Auftaktspiel gegen die Füchse Berlin ging verloren. Man holte aber durch einen Sieg gegen den katarischen Vertreter al-Sadd Sports Club den siebten Platz. Die Qualifikation für dieses Turnier sicherte man sich durch den Gewinn der  afrikanischen Handball Champions League  im Jahr 2014, als man im Endspiel den ägyptischen Vertreter Al Ahly mit 24:17 besiegte.
Die Frauenabteilung kann die beste Erfolgsbilanz im tunesischen Handball vorweisen und ist Rekordmeister und Rekordpokalsieger. Zusätzlich zu den nationalen Titeln konnten sie auch auf internationaler Ebene Erfolge verzeichnen, indem sie zweimal die arabische Champions League und einmal den arabischen Pokal der Pokalsieger gewannen.

## Titel und Erfolge der Herrenmannschaft
| National | International |
| --- | --- |

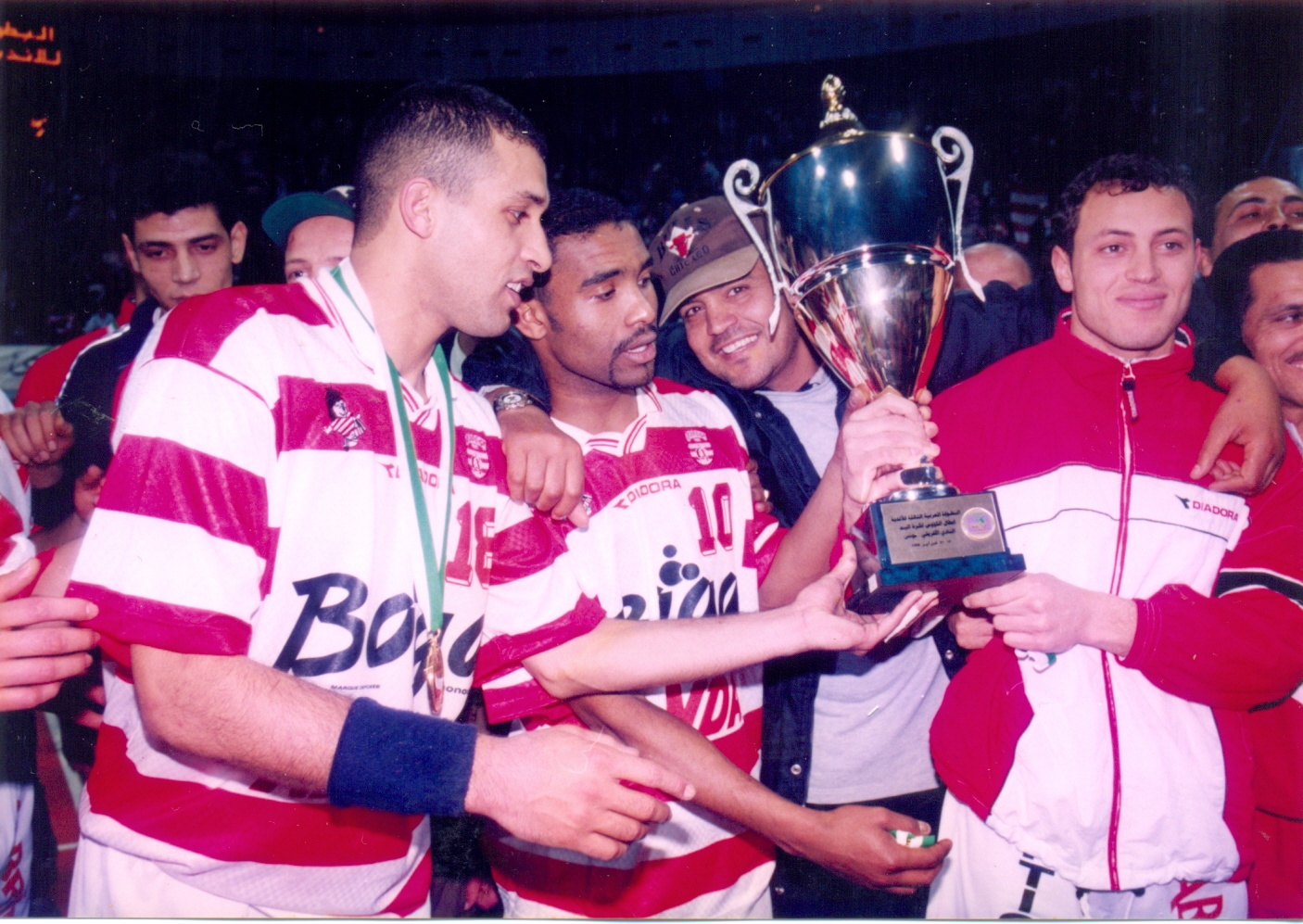
Arabischer Pokal der Pokalsieger 1999

| - Tunesische Meisterschaft (13) - Meister: 1965, 1968, 1970, 1986, 1987, 1989, 1990, 1998, 2000, 2001, 2008, 2015, 2022 - Tunesischer Pokal (19) - Pokalsieger: 1964, 1965, 1966, 1967, 1968, 1969, 1987, 1988, 1989, 1996, 1997, 1998, 2001, 2003, 2004, 2007, 2011, 2015, 2016 | - Afrikanische Champions League (1) - Sieger: 2014 - Finalist: 2015 - Afrikanischer Pokal der Pokalsieger (5) - Sieger: 2001, 2004, 2005, 2007, 2008 - Afrikanischer Supercup (1) - Sieger: 2015 - Finalist: 2002, 2005, 2006 - Arabische Champions League (2) - Sieger: 1986, 2012 - Finalist: 1988, 2003 - Arabischer Pokal der Pokalsieger (2) - Sieger: 1999, 2002 - Finalist: 2001 |

## Titel und Erfolge der Damenmannschaft
| National | International |
| --- | --- |
| - Tunesische Meisterschaft (30) - Meister: 1963, 1967, 1968, 1969, 1972, 1973, 1974, 1975, 1976, 1977, 1978, 1979, 1980, 1981, 1982, 1983, 1984, 1985, 1986, 1987, 1988, 1993, 1994, 2016, 2017, 2019, 2020, 2021, 2024, 2025 - Tunesischer Pokal (30) - Pokalsieger: 1967, 1969, 1971, 1973, 1974, 1975, 1976, 1978, 1979, 1980, 1981, 1982, 1983, 1984, 1985, 1986, 1987, 1988, 1989, 1991, 1992, 1993, 1994, 2016, 2017, 2021, 2022, 2023, 2024, 2025 | - Arabische Champions League (2) - Sieger: 2014, 2021 - Finalist: 2023 - Arabischer Pokal der Pokalsieger (1) - Sieger: 2017 |

## Ehemalige Spieler
Herren:
- Aleya Hamrouni
- Oualid Ben-Amor
- Amine Bannour
- Riadh Sanaa
- Mohammed Berrajaâ
- Islam Hassan
- Wjatscheslaw Lotschman
- Oleksandr Schypenko
- Tihomir Doder

Damen:
- Raja Toumi

## Heimhalle
Die Heimspiele trägt der Club Africain in Hallensportarten (Handball, Basketball, Volleyball) im Salle Chérif Bellamine aus. Die multifunktionale Halle wurde im Jahr 2001 erbaut.
Die Heimstätte wurde im Juli 2012 nach Chérif Bellamine (* 5. September 1940; † 24. Oktober 2011) benannt, welcher jahrelang Vereinspräsident war. Zuvor trug der Spielort den Namen Salle Gorjani.